# Tom Clancy Splinter Cell: Polonio 210
Tom Clancy Splinter Cell: Polonio 210 è un romanzo di Tom Clancy e David Michaels. È il quarto dei sei romanzi che hanno come tema lo spionaggio americano messo in relazione ai più recenti conflitti che l'America si trova ad affrontare.

## Trama
Ambientato nel 2008, il libro inizia con un addestramento in puro "stile Fisher" per le strade di San Francisco, in modo che il protagonista possa dimostrare alla sua agenzia che non è per niente arrugginito. Fisher trova morto il suo fratellastro Peter Lemon, a causa del contatto con un isotopo del polonio: il 210, letale anche solo in dosi microscopiche.

Il complotto dietro le quinte è della Corea del Nord, che vuole sabotare le riserve di petrolio del Medio Oriente per poter vendere le proprie al mondo e arricchirsi. Per raggiungere questo scopo viene sequestrata Carmen Hayes, una scienziata in grado di modificare un fungo rosso (chytridiomycota), che rientra nel gruppo dei funghi "petroparassitari", caratterizzati cioè dalla capacità di "mangiare" il petrolio e diffondersi facilmente.

Riuscirà Fisher, la nostra spia invisibile, a salvare il mondo e la geologa da una catastrofe politico-economica?

## Il Protagonista
Sam Fisher è il primo agente scelto di Third Echelon. Costretto a vivere nella completa segretezza per ragioni di "lavoro", non può costruirsi più una vita privata dopo il primo matrimonio da cui è nata Sarah. È una vera e propria macchina da guerra, sa usare le armi più complicate - ad esempio il suo SC20K - come nessun altro, è esperto di arti marziali (Krav Maga) e soprattutto è dotato di uno specialissimo sense dell'humor che diverte per tutta la durata del libro.

Il suo più grande tesoro è la figlia, perché in fondo, sotto la "scorza" da duro, c'è un cuore tenero.
Il suo lavoro preferito è il lavoro pulito, "senza vittime", ma questo non vuol dire che non abbia dimestichezza con le armi, al contrario, Sam Fisher è un vero duro.

## Altri personaggi
- Bolot Omurbai
- Chin Hwa Pak
- Carmen Hayes
- Irving Lambert
- Anna Grimsdottir
- Peter Lemon

## Edizioni
- Tom Clancy, David Michaels, Tom Clancy Splinter Cell: Polonio 210, collana Rizzoli romanzo, RCS Libri, 2007,  pp. 345, cap. 49 + epilogo, ISBN 88-17-01837-6.